# Санкт-Петербурзька духовна академія
Санкт-Петербу́рзька Духо́вна Акаде́мія (повне найменування: Санкт-Петербу́рзька Духо́вна Акаде́мія Росі́йської Правосла́вної Це́ркви, рос. Санкт-Петербургская духовная академия Русской православной церкви) — один із вищих навчальних закладів Російської Церкви, заснований у Санкт-Петербурзі 1721 року.

## Випускники
- Митрополит Олександр (в миру Микола Іванович Іноземцев; *1882/1887 — † лютий 1948, Мюнхен) — український, російський та польський релігійний діяч. Єпископ Польської православної церкви, митрополит УАПЦ.
- Сергій (патріарх Московський)
- Чаленко Іван Якович (1873 — † 1937) — український філософ, педагог; основоположник модерної української науки етики.